# Wyhon
Wyhon (ukr. Вигон) – wieś na Ukrainie, w obwodzie odeskim, w rejonie białogrodzkim, w hromadzie Szabo. W 2001 liczyła 738 mieszkańców.